# جب قهوة
جب قهوة قرية سوريّة تتبع إداريّاً لمحافظة حلب منطقة منبج ناحية خفسة، بلغ تعداد سكانها (365) نسمة حسب التعداد السكاني لعام 2004.